# 里特爾阿克里斯 (亞利桑那州)
里特爾阿克里斯（英語：Little Acres）是位於美國亞利桑那州希拉縣的一個非建制地區。該地的面積和人口皆未知。

## 地理
里特爾阿克里斯的座標為33°23′41″N 110°49′15″W / 33.39472°N 110.82083°W，而該地的平均海拔高度為1037米（即3402英尺）。